# Hydrostatický mechanismus
Hydrostatický mechanismus je zařízení, jehož funkce je založena na poznatku, že tlak se v kapalině rovnoměrně šíří všemi směry. K přenosu výkonu tedy užívá tlakovou energii kapalin.

## Teorie
Pokud předpokládáme, že výstupní člen mechanismu zajišťuje rovnoměrný pohyb při stálém zatížení, musí mu kapalina přivádět potřebnou energii. Vstupní člen mechanismu dodává kapalině celkovou energii, která pokrývá potřebné přírůstky jednotlivých složek energie. Jejich velikost určíme ze vztahů, které vycházejí z Bernoulliho rovnice.
{\displaystyle e_{1}=[{\frac {p_{2}}{\rho }}+{\frac {1}{2}}v_{2}^{2}+g.h_{2}]-[{\frac {p_{1}}{\rho }}+{\frac {1}{2}}v_{1}^{2}+g.h_{1}]}
Pokud odebírá vstupní člen kapalinu z rozměrné nádrže s volnou hladinou rychlosti = 0 a je atmosférický tlak. Za těchto předpokladů lze velikost specifické energie vyjádřit vztahem
{\displaystyle e_{1}={\frac {p}{\rho }}+{\frac {v_{2}}{2}}+g.h}
Výstupní člen hydrostatického mechanismu mění na mechanickou energii pouze tlakovou složku, takže
{\displaystyle e_{1}={\frac {p}{\rho }}}
{\displaystyle e_{1}=e_{2}+g.h+{\frac {v_{2}}{2}}}
Polohová a kinetická složka, které byly nezbytné pro přemístění kapaliny, v uvedeném uspořádání se nevyužívají.
Vzhledem k tomu, že pro běžné uspořádání a běžné provozní podmínky jsou polohová a kinetická složka ve srovnání s tlakovou zanedbatelné, sleduje se zpravidla pouze tato složka. Potom se při výpočtu energie vychází ze vztahu.
{\displaystyle E=m.e=m.{\frac {p}{\rho }}=V.p}
A výkon
{\displaystyle P=Q.p}
Kde p je tlak (přetlak)
V je objem kapaliny
Q je průtok
Prvky hydrostatických mechanismů jsou konstrukčně i výrobně náročné a proto se co nejvíce využívají výrobky specializovaných výrobců. Ti vyrábějí prvky v typizovaných řadách a zaručují dané vlastnosti.